# 北林西肯站
北林西肯站（英語：North Linthicum station）是巴爾的摩輕軌的車站之一，也是藍線（亨特谷站至巴爾的摩華盛頓國際機場輕軌站）與黃線（亨特谷站至克隆威爾/格蘭伯尼輕軌站）共用的倒數第二個車站。黃線與藍線在林西肯輕軌站南方分成通往巴爾的摩－華盛頓國際機場與克隆威爾/格蘭伯尼的兩條支線。
本站目前有347個免費停車位。
本站無巴士行經。

## 外部連結
- Schedules
- Boulevard Place entrance from Google Maps Street View